# Joseph-Siffred Duplessis
Pour les articles homonymes, voir Duplessis.
Joseph-Siffred Duplessis (22 septembre 1725 - 1er avril 1802) est un peintre français de la seconde moitié du XVIIIe siècle. Il peint notamment un majestueux et imposant portrait de Louis XVI en grand costume royal qui sera maintes fois dupliqué. Son portrait de Benjamin Franklin orne les billets de cent dollars américains.

## Biographie
Il nait à Carpentras, dans le Comtat Venaissin, le 22 septembre 1725. Il est l'aîné d'un chirurgien (également peintre), Joseph-Guillaume Duplessis, qui a dix enfants. Il reçoit ses premières leçons de son père puis se forme auprès du chartreux Joseph Gabriel Imbert à la Chartreuse de Villeneuve-lès-Avignon.
En 1744, Duplessis entre dans l'atelier de Pierre Subleyras à Rome. Durant son séjour romain, il rencontre Claude Joseph Vernet avec qui il reste lié. Il revient à Carpentras vers 1748. Il répond à des commandes de portraits de l'aristocratie locale et surtout peint deux tableaux d'histoire pour la cathédrale Saint-Siffrein : L'Invention de la Sainte Croix par sainte Hélène et La Pentecôte. Ce sont les  deux seuls tableaux d'histoire de ce peintre (des études pour ces deux tableaux sont conservés à la bibliothèque-musée Inguimbertine, ainsi que d'autres petits tableaux mythologiques et religieux datant vraisemblablement de sa formation dans l'atelier de Pierre Subleyras). En décembre 1751, il quitte Carpentras en direction de Lyon avant de finalement se fixer à Paris en 1752. Son activité durant plus de dix ans reste obscure et une tradition le dit travaillant dans l'atelier de Jacques Aved.
Il réapparaît dans les sources et auprès du public en 1764, lorsqu'il expose cinq portraits à l'Académie de Saint-Luc. Il y montre notamment le portrait de l'abbé François Arnaud (1721-1784), originaire d'Aubignan, près de Carpentras. Ce portrait d'un membre de l'Académie des inscriptions et belles-lettres, esprit vif et réputé, contribue à la notoriété du peintre. En 1769, pour la première fois, il présente des tableaux au Salon, la grande exposition bi-annuelle qui se tient au Palais du Louvre. Diderot s'enthousiasme : Voici un artiste appelé Du Plessis qui s'est tenu caché pendant une dizaine d'années et qui se montre tout à coup avec trois ou quatre portraits vraiment beaux. Sa carrière est alors lancée. Il exposera plusieurs tableaux à chacun des Salons, jusqu'à sa suppression au moment des événements révolutionnaires. Agréé à la prestigieuse  l'Académie royale de peinture et de sculpture en 1769, il en devient conseiller le 6 août 1774. Pour sa réception, il présente le portrait du sculpteur Christophe-Gabriel Allegrain (aujourd'hui au Musée du Louvre). La critique loue ses talents de portraitiste, soulignant les qualités de ressemblance et de vérité de ses tableaux, et aussi sa capacité à rendre compte du caractère des sujets représentés. Un talent à représenter les carnations lui est reconnu. Ses contemporains l'ont souvent comparé et opposé à Alexandre Roslin que l'on jugeait plus doué dans le rendu des étoffes.

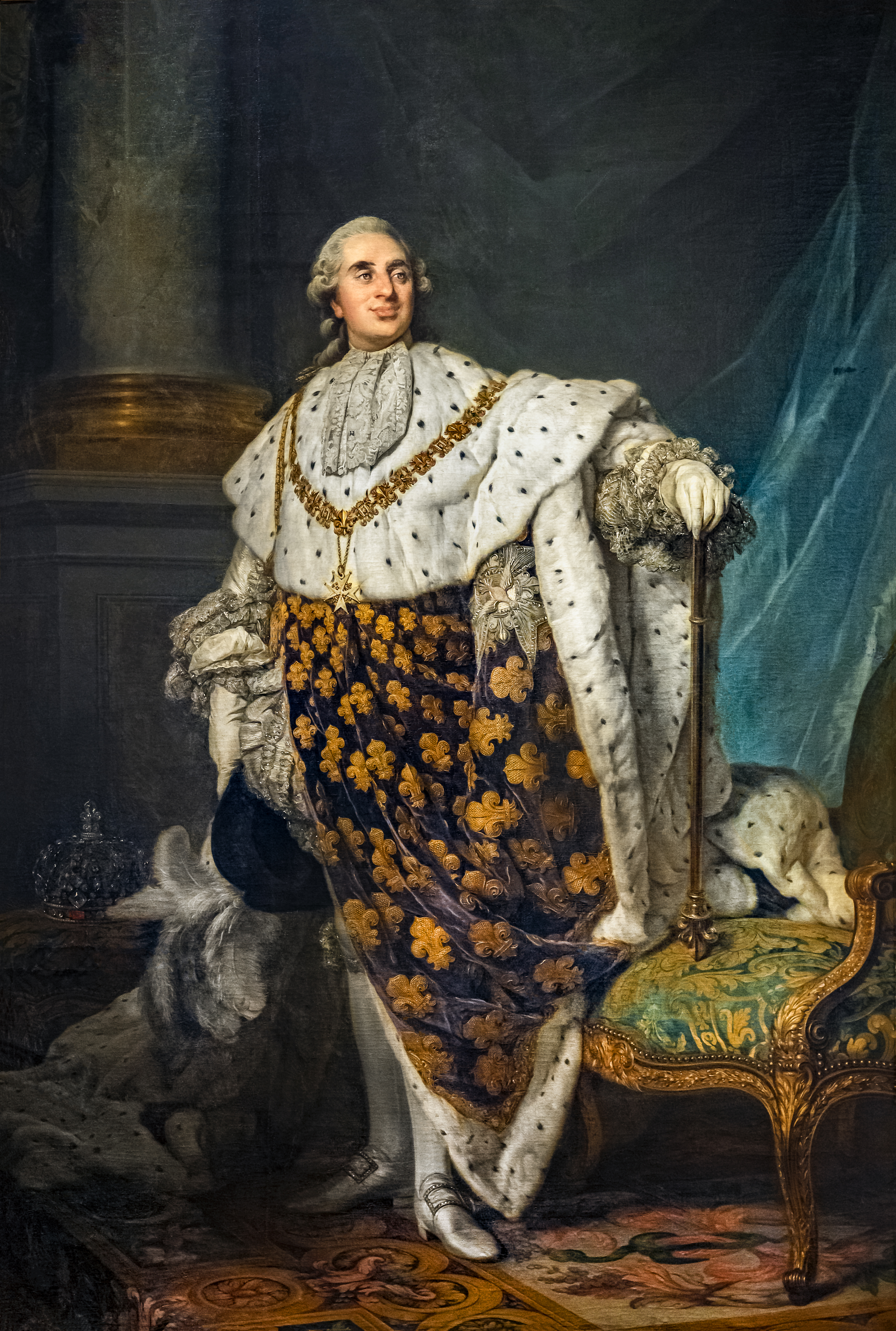
Portrait officiel du roi de France et de Navarre, Louis XVI, en grand costume royal (1777).

Au sommet de sa carrière, il reçoit, en 1775, la commande des portraits officiels du roi Louis XVI, en buste et en grand costume royal. Il exécute aussi les portraits de l'entourage du roi : le comte de Provence, futur Louis XVIII, le comte d'Artois, futur Charles X, Marie-Adélaïde de Bourbon, duchesse de Chartres, Jacques Necker et son épouse, le comte d'Angiviller, Marie-Louise de Savoie-Carignan, princesse de Lamballe etc. Les personnalités qui animent la vie parisienne des années 1770-1780 lui commandent aussi leur portrait comme le compositeur autrichien Gluck, le dramaturge Jean-François Ducis et surtout Benjamin Franklin.
La  notoriété de Duplessis comme grand portraitiste s'atténue après 1785. La nouvelle génération incarnée par Elisabeth Vigée Le Brun s'impose, focalisant l'attention du public et des commandes.
Marie-Geneviève Bouliard et Swebach-Desfontaines sont deux de ses élèves parmi les copistes de son logement du Louvre.
Duplessis est ruiné par la faillite du Prince de Guéménée. Il est alors obligé de solliciter régulièrement de l'aide afin de subsister (par exemple auprès du comte d’Angiviller),.
La Révolution française met un terme à sa carrière de peintre. Il revient en 1793 dans sa ville natale où il participe à l'inventaire des objets d'art dans le district de Carpentras. Il est nommé conservateur des galeries du château de Versailles en 1796. Il meurt à Versailles le 1er avril 1802.

## Hommages
Depuis 1888, le musée municipal de Carpentras porte son nom : Musée Comtadin-Duplessis. 

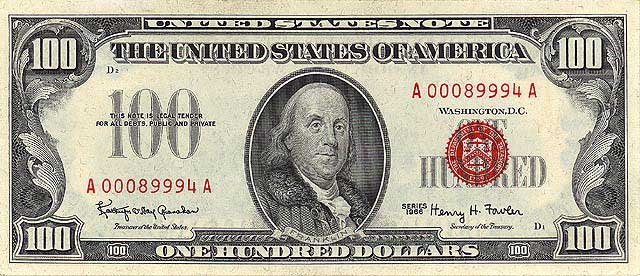
Benjamin Franklin par Duplessis sur les billets de cent dollars américains de 1928 à 1996.

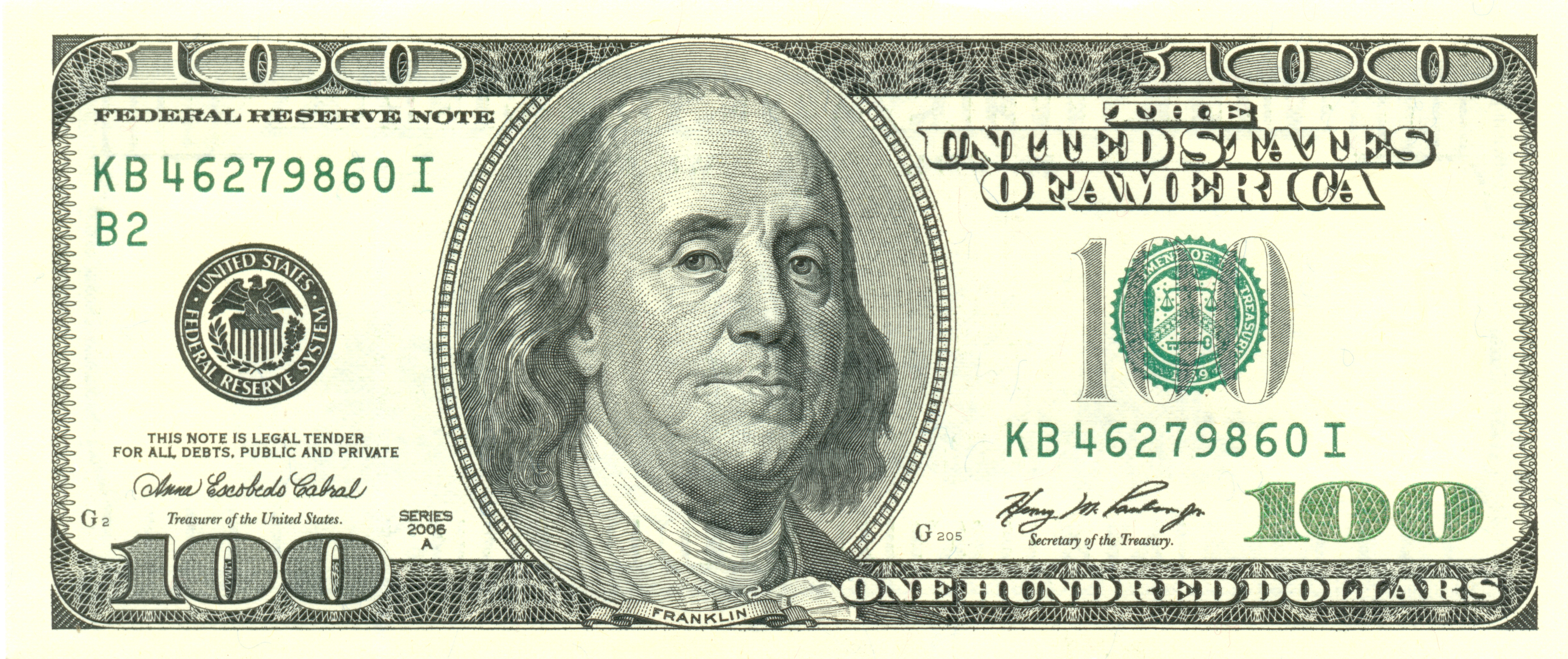
Benjamin Franklin par Duplessis sur les billets de cent dollars américains depuis 1996.

Entre 1928 et 1996, c’est la gravure exécutée à partir d'une peinture à l'huile en buste de Benjamin Franklin (appelée « Col de fourrure ») qui orne les billets américains de cent dollars,,. Depuis 1996, c’est la gravure réalisée à partir du pastel original (veste grise) offert par Franklin à son ami et voisin Louis-Guillaume Le Veillard, (dont Duplessis s'est servi pour réaliser la peinture à l'huile dite « Col de fourrure ») qui est présente sur les billets américains de cent dollars. Ce portrait était le préféré de Benjamin Franklin qui refusa de poser pour d'autres portraits par la suite.
En mars 2019, le président américain Donald Trump choisit d'accrocher l'original de la peinture de 1785 (copie du pastel original de 1777-78 en veste grise) au mur du Bureau ovale de la Maison-Blanche,,. En janvier 2021, son successeur, Joe Biden, garde ce tableau dans ce même lieu.

## Œuvres principales
- Portrait de l'abbé François Arnaud, avant 1764, huile sur toile, bibliothèque-musée Inguimbertine, Carpentras [voir en ligne]
- Portrait de Madame Lenoir, mère d’Alexandre Lenoir (1761-1839), fondateur du musée des Monuments français, 1764, 65 × 55 cm, Musée du Louvre, Paris [voir en ligne]
- Portrait de la dauphine Marie-Antoinette, 1771, musée national des châteaux de Versailles et de Trianon[20]
- Portrait du sculpteur Christophe-Gabriel Allegrain (1710-1795), 1774, huile sur toile, 130 × 97 cm, Musée du Louvre, Paris [voir en ligne]. Morceau de réception de l’artiste à l’Académie
- Portrait de Gabriel d'Olivier Durouret, 1774, huile sur toile, bibliothèque-musée Inguimbertine, Carpentras [voir en ligne]
- Portrait de Christoph Willibald von Gluck à l'épinette, 1775, toile, 99 × 80 cm, Kunsthistorisches Museum, Vienne (Autriche) [voir en ligne]
- Louis XVI, roi de France et de Navarre (1754-1793), 1776, huile sur toile, 80 × 62 cm, musée national des châteaux de Versailles et de Trianon [voir en ligne]
- Portrait officiel du roi de France et de Navarre, Louis XVI (1754-1793), en grand costume royal, 1777
- Benjamin Franklin (1706–1790), 1778, huile sur toile, 72 × 58 cm, Metropolitan Museum, New York [voir en ligne], réplique au musée des Beaux-Arts de Brest (tableau ovale, 70,8 x 57,8 cm)
- Portrait de Charles Claude de la Billarderie (1730-1809), comte d'Angiviller, vers 1779, huile sur toile, 144 × 106 cm, Musée national des châteaux de Versailles et de Trianon [voir en ligne]
- Louise Marie Adélaïde de Bourbon, entre 1777 et 1778 [voir en ligne]
- Portrait d'Abraham Fontanel, 1779, huile sur toile, Confrérie des Pénitents bleus, Montpellier (classé Monument historique)
- Monsieur de Buissy (vers 1780), Musée des beaux-arts du Canada, Ottawa [voir en ligne]
- Autoportrait, 1780, huile sur toile, bibliothèque-musée Inguimbertine, Carpentras [voir en ligne]
- Portrait d'Antoine-Léonard Thomas, 1781, huile sur toile, musée d'art Roger-Quilliot, Clermont-Ferrand [voir en ligne]
- Jacques Necker (1732-1804), vers 1781, huile sur toile, 32 × 27 cm, Musée national des châteaux de Versailles et de Trianon [voir en ligne]
- Portrait de Joseph-Marie Vien (1716-1809), peintre, 1784, huile sur toile, 133 × 100 cm, Musée du Louvre, Paris [voir en ligne]
- Portrait de Benjamin Franklin, vers 1785, huile sur toile, 72 × 60 cm, National Portrait Gallery, Washington, D.C. [voir en ligne]
- Portrait de Joseph de Lassone, 1785, Musée Calvet, Avignon
- Portrait de Joseph Péru, 1793, huile sur toile, bibliothèque-musée Inguimbertine, Carpentras [voir en ligne]
- Autoportrait, 1801, huile sur toile, 58 × 49 cm, Musée national des châteaux de Versailles et de Trianon

### Dates non documentées
- Adoration de l'agneau divin, huile sur toile, vers 1744-1748, bibliothèque-musée Inguimbertine, Carpentras (copiée d'après une Adoration de l'agneau divin de Pierre Subleyras)
- Sacrifice à Pan, huile sur toile, vers 1744-1748, bibliothèque-musée Inguimbertine, CarpentrasPortrait de la Marquise de Saint-Paulet, huile sur toile, Musée Comtadin-Duplessis, Carpentras [voir en ligne]
- Portrait de Joseph Péru (étude), huile sur toile, Musée Calvet, Avignon [voir en ligne]
- Portrait de Monsieur de Cavet, huile sur toile, Musée Sobirats, Carpentras
- Portrait de Madame de Cavet, huile sur toile, Musée Sobirats, Carpentras
- L'Invention de la sainte Croix par sainte Hélène, vers 1750, huile sur toile, Cathédrale Saint-Siffrein, Carpentras [voir en ligne]
- La Pentecôte, vers 1750, huile sur toile, Cathédrale Saint-Siffrein, Carpentras
- Portrait du professeur Antoine Louis, vers 1775-1780, huile sur toile, Musée Comtadin-Duplessis, Carpentras [voir en ligne]

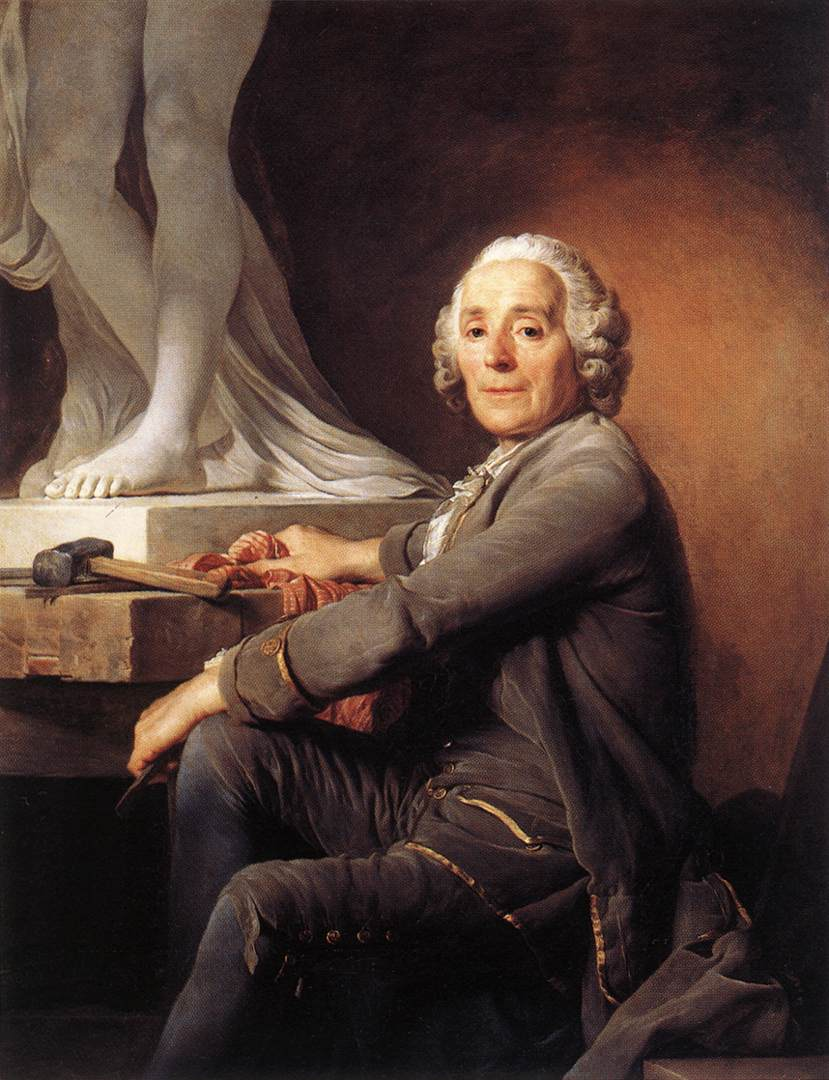
Christophe-Gabriel Allegrain, 1774, Louvre.
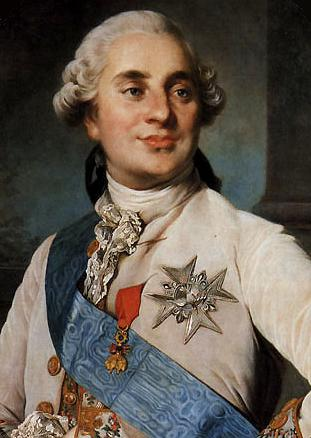
Louis XVI, 1776, château de Versailles.
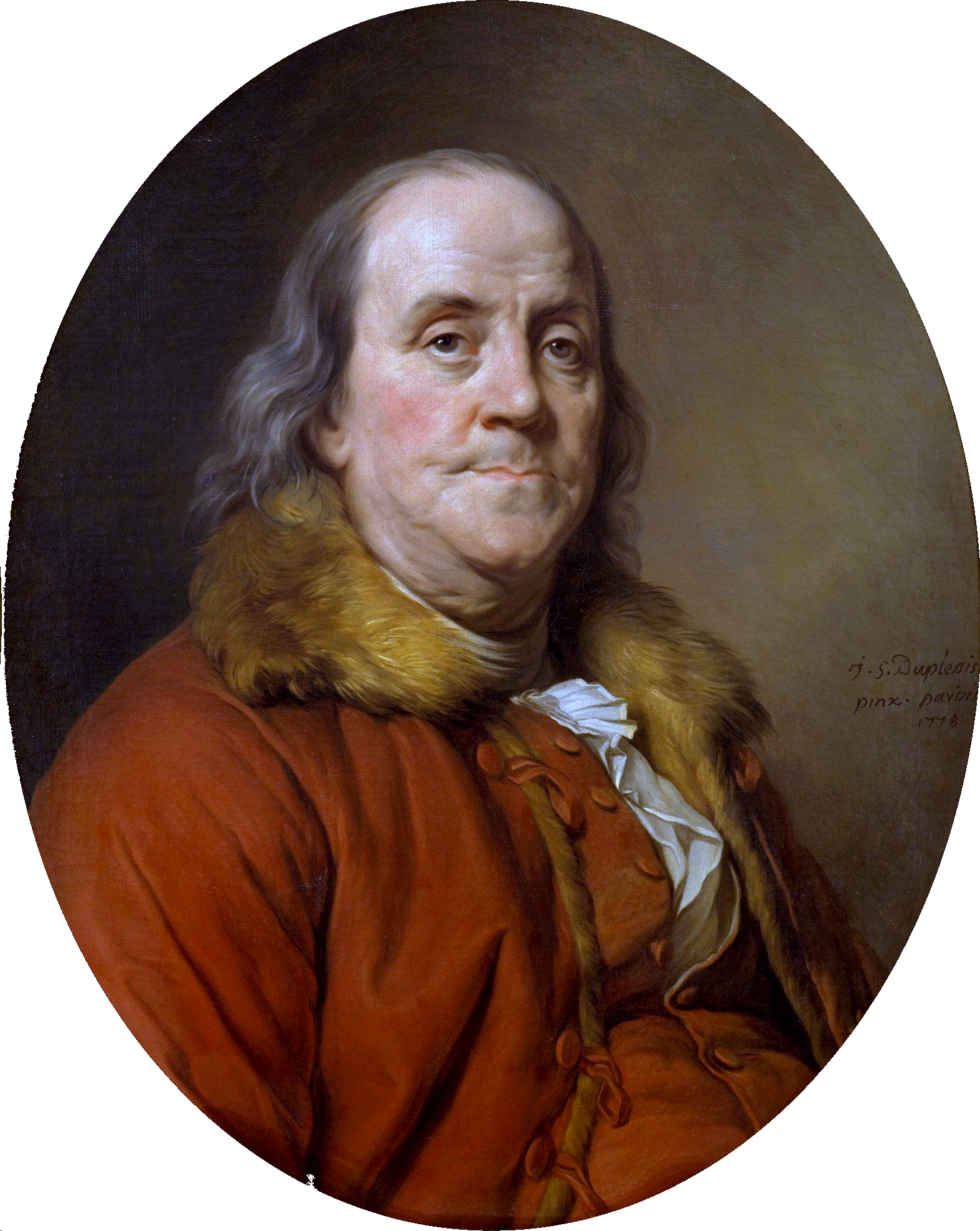
Benjamin Franklin, 1778, « Col de fourrure », Metropolitan, New York.
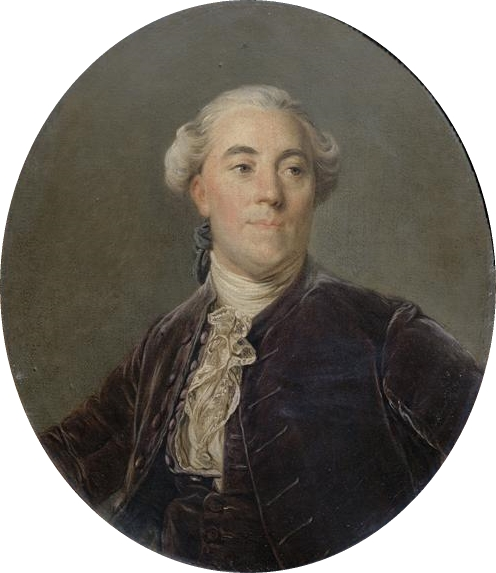
Jacques Necker, 1781, Versailles.
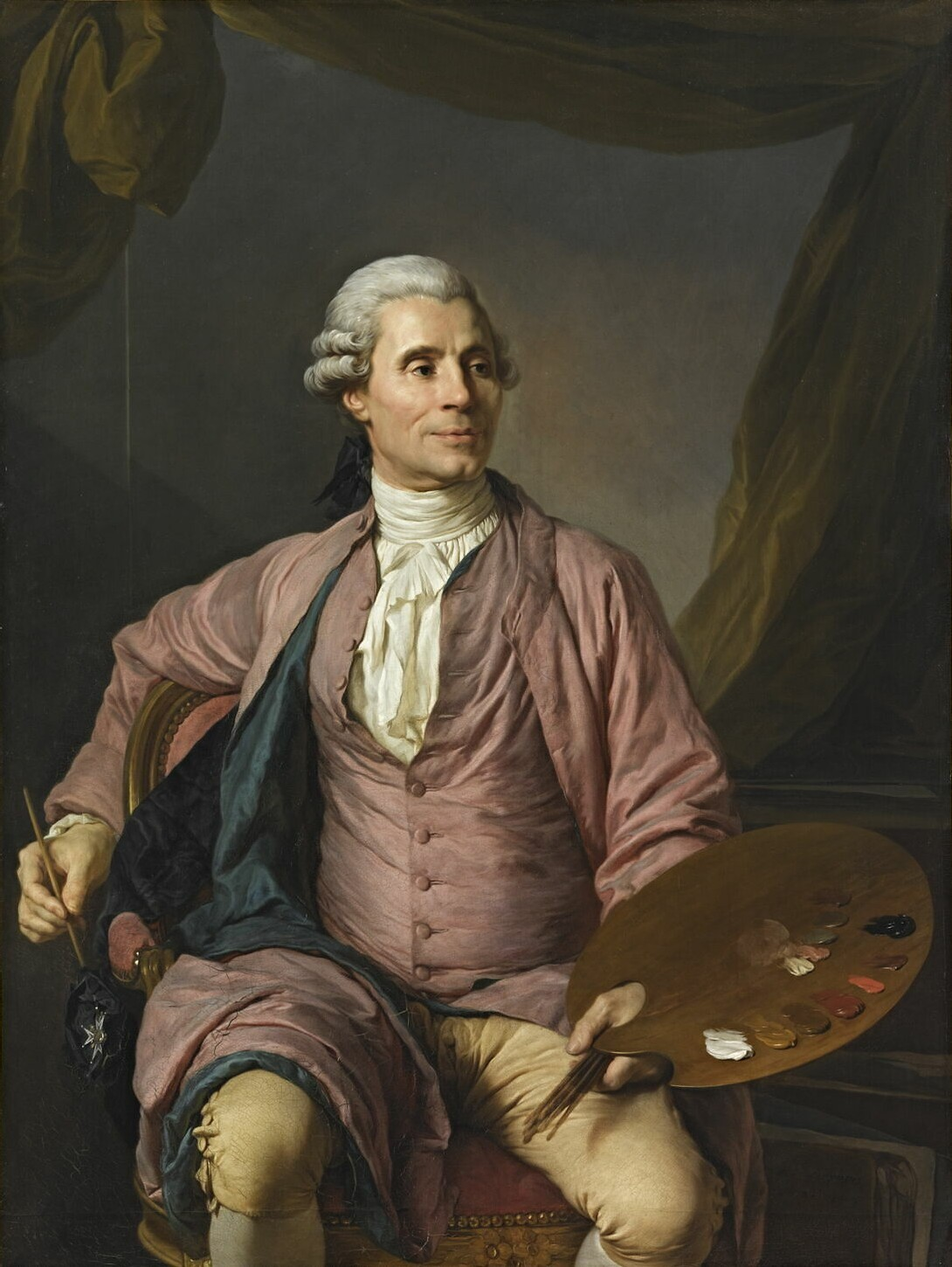
Joseph-Marie Vien, 1784, musée du Louvre.
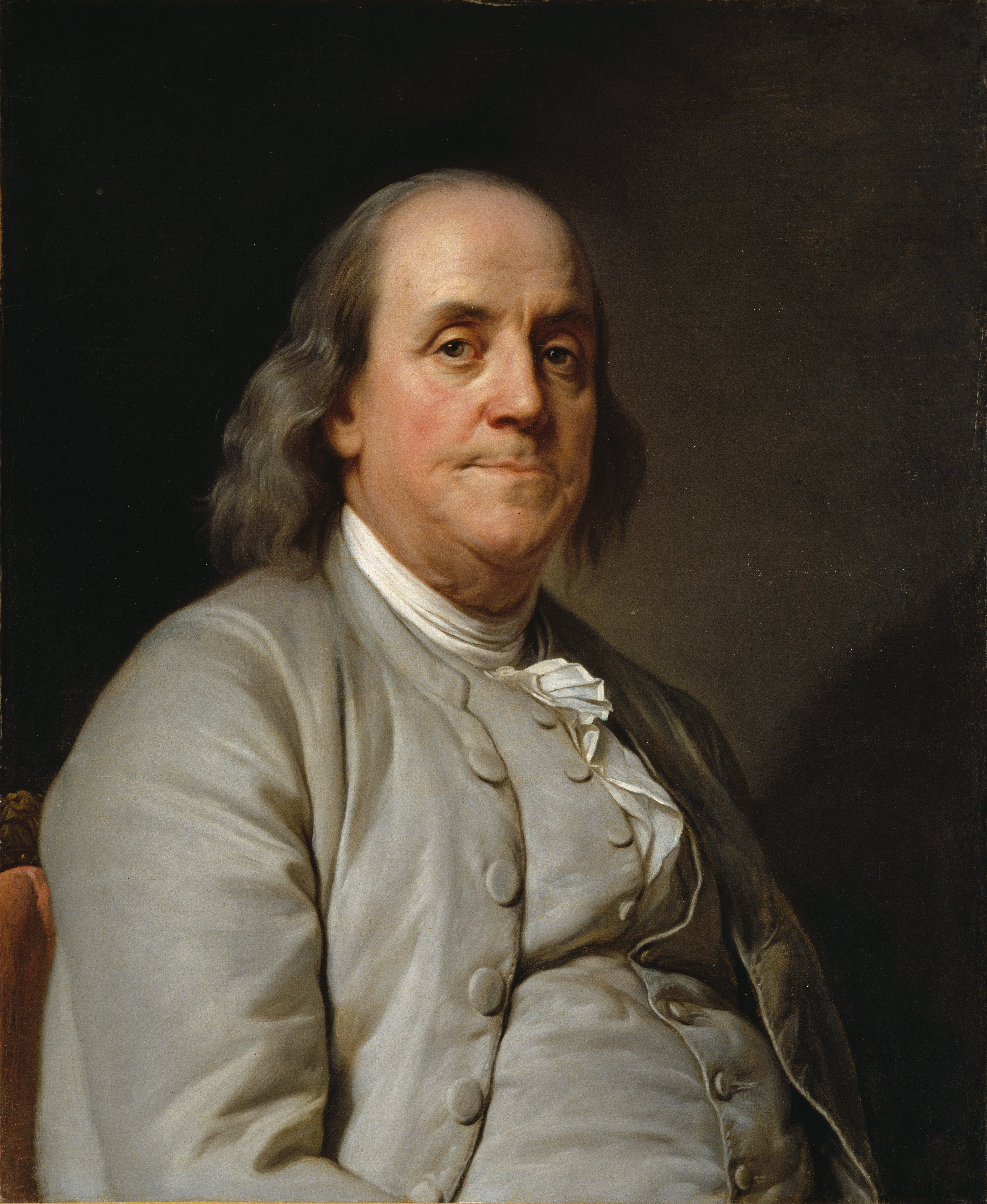
Benjamin Franklin, vers 1785 (copie du pastel de 1777-1778), Washington.
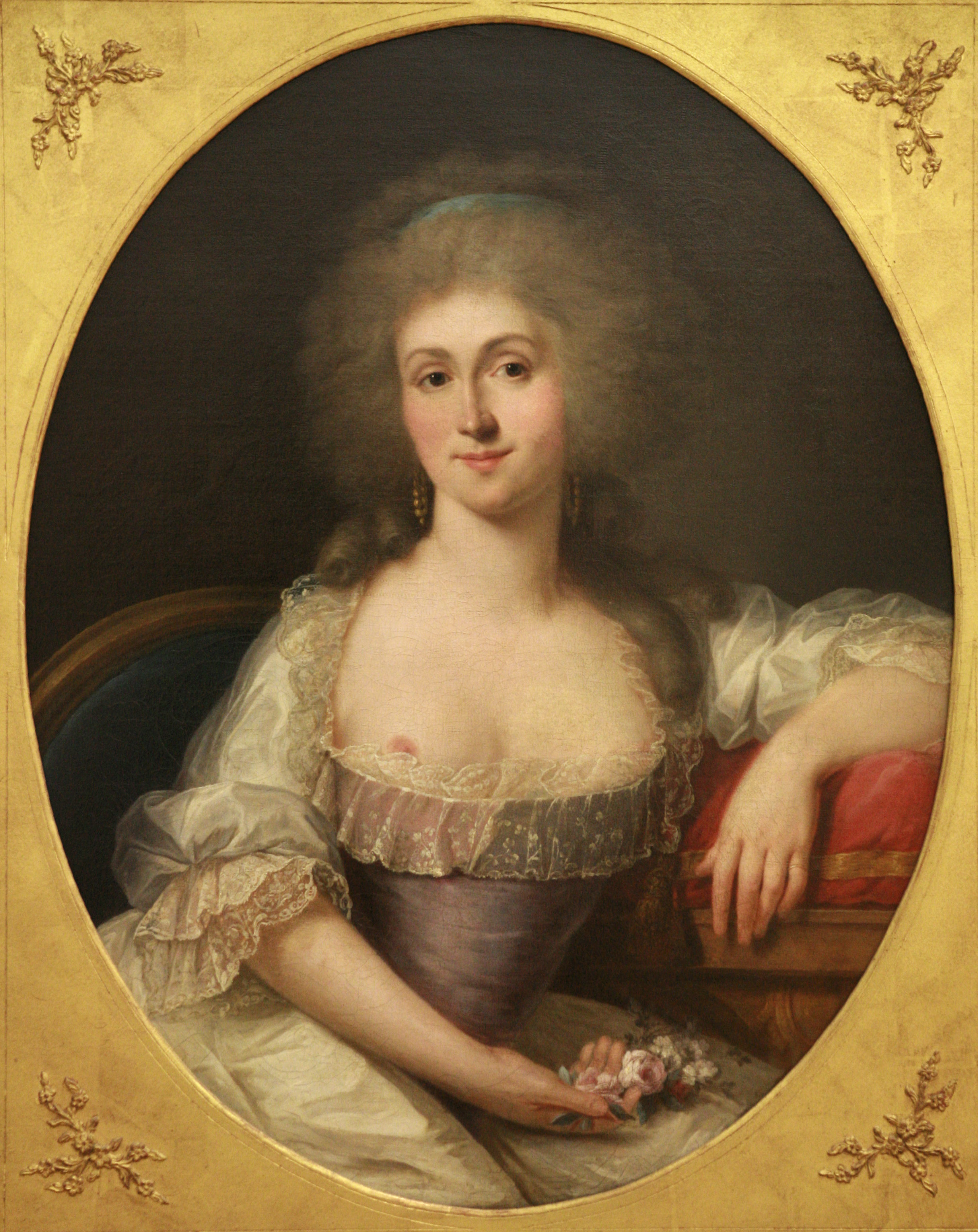
Marie-Thérèse-Louise de Savoie-Carignan, princesse de Lamballe.